# Mâcon
Mâcon város Franciaország középső részén, Burgundia-Franche-Comté régióban, Saône-et-Loire megye székhelye.

## Története
A Saône jobb partján fekvő város jelentős borvidék központja, minden évben itt rendezik meg a francia borok egyik legnagyobb kiállítását.
Nevezetes szülötte Alphonse de Lamartine, a 19. század első felének nagy francia költője, aki még Franciaország külügyminisztere (1848. február 24. - 1848. május 11.) is volt.

## Demográfia
| Év   | Lakosság |
| ---- | -------- |
| 1962 | 29 485   |
| 1968 | 34 227   |
| 1975 | 39 344   |
| 1982 | 38 404   |
| 1990 | 37 275   |
| 1999 | 34 469   |
| 2006 | 36 068   |
| 2010 | 34 040   |

## Látnivalók

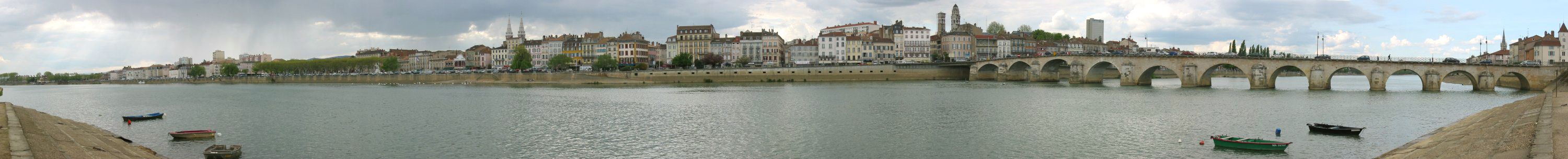
A város a Saône partjáról

- Cathédrale Vieux St-Vincent – a középkori templomot a forradalom alatt lerombolták, de megmaradt 12. századi főbejárata, oldalán a két nyolcszögletű toronnyal és a bejárati csarnok egy részével.
- Maison de Blois – a város legrégebbi épülete, 1490-ben emelték. A többszintes házat rengeteg faragás, szobor díszíti, ez a színhelye a Goncourt testvérek egyik regényének is.
- Musée des Ursulines – a városi múzeum egy 17. századi kolostorban kapott helyet, értékes gyűjteménye van a környék régészeti leleteiből, történeti emlékeiből. Régi bútorok, műkincsek és néprajzi bemutató is megtekinthető.
- Musée Lamartine – az 1710-ben épült palota volt a helyi művészeti, tudományos és irodalmi akadémia, amelynek egy időben Lamartine volt az elnöke. Életének dokumentumait, tárgyi emlékeit gyűjtötték itt össze.

## Testvérvárosok
- Neustadt an der Weinstraße, 1956 óta.
- Crewe and Nantwich, 1957 óta.
- Overijse, 1960 óta.
- Macon, 1972 óta.
- Shumen, 2006 óta.
- Lecco, 1973 óta.
- Alcazar de San Juan, 1980 óta.
- Eger, 1985 óta.
- Pori, 1990 óta.
- Santo Tirso, 1992 óta.